# Polarimetrie

Beispiele für die Angabe des Drehwertes α einer chiralen Substanz inklusive der Messbedingungen, oben: positives Vorzeichen, 25 °C Messtemperatur, gelbes Natriumlicht (Natrium-D-Linie), Konzentration 2 g Substanz gelöst zu 100 ml in Wasser, unten: negatives Vorzeichen, 20 °C Messtemperatur, 589 nm Wellenlänge, Konzentration 4 g Substanz gelöst zu 100 ml in Chloroform

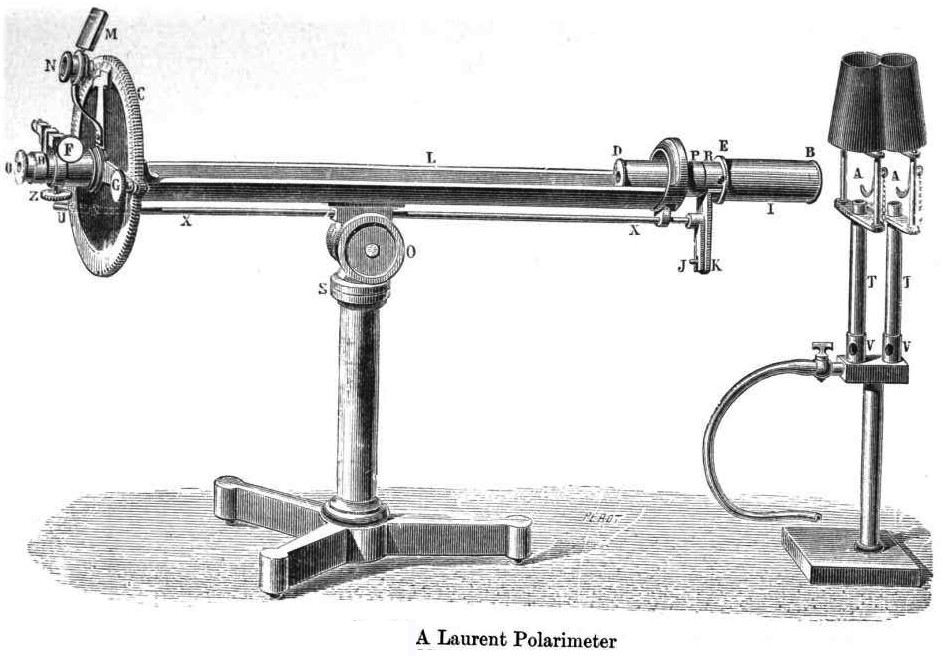
Historisches Polarimeter

Die Polarimetrie untersucht die Polarisation von Transversalwellen, wie Licht oder anderen elektromagnetischen Wellen.
Die Polarimetrie erlaubt es, die optische Aktivität von Stoffen oder Lösungen zu bestimmen. Gemessen wird die Drehung der Polarisationsebene linear polarisierten Lichtes beim Durchgang durch diese Substanzen mit Hilfe eines Polarimeters. Anwendung findet das Verfahren unter anderem in der Pharmazie zur Identifizierung und Reinheitsbestimmung von chiralen Substanzen und in der Zuckerindustrie zur Konzentrationsbestimmung von Zuckerlösungen.

## Verfahren

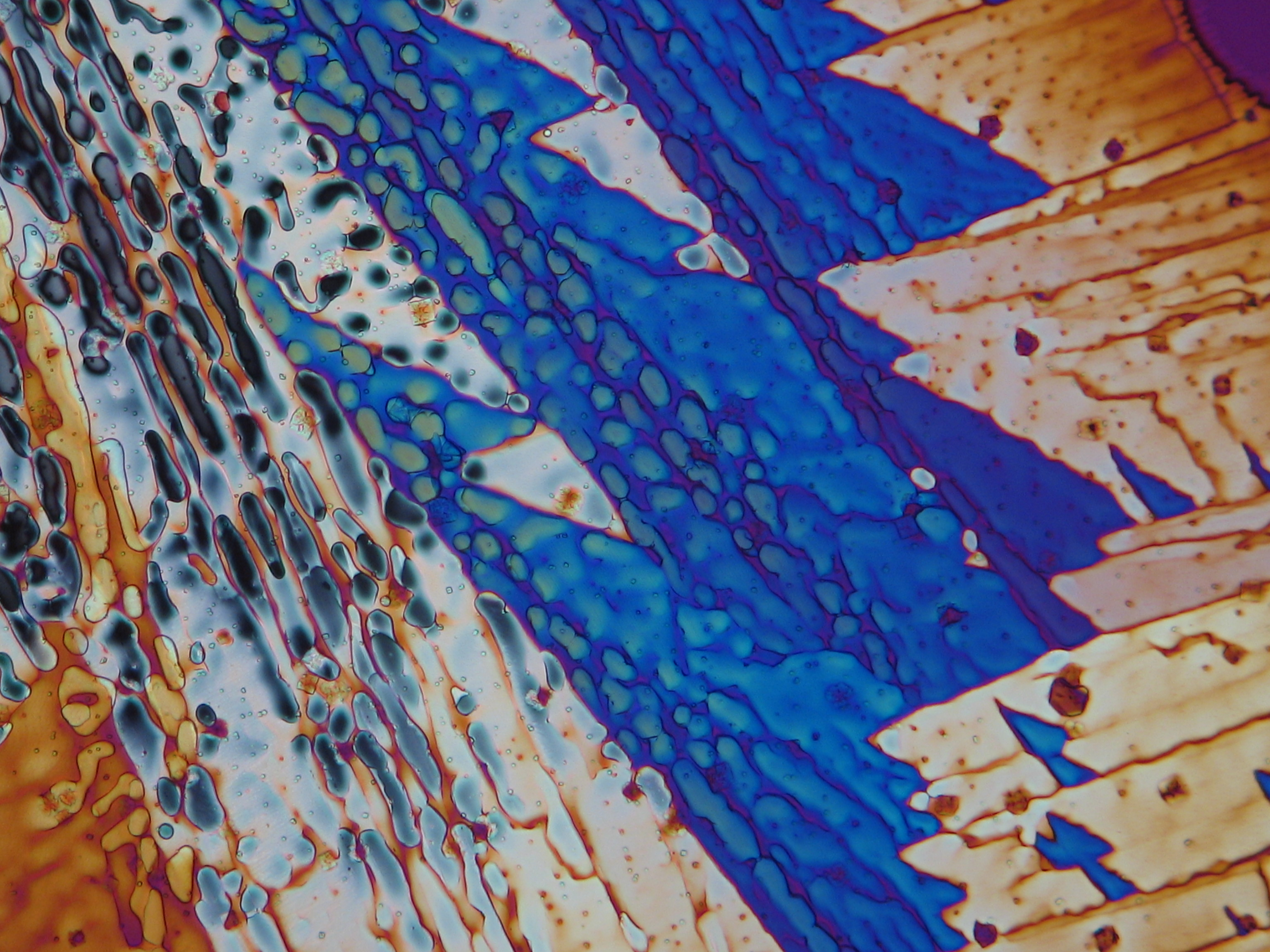
Calciumnitrat-Kristall im Polarisationsmikroskop

Ein Polarimeter bestimmt den Drehwinkel von homogenen Körpern, beispielsweise von Zuckerlösungen (Saccharimeter). Die Polarimetrie ist eine Methodik zur Quantifizierung der optischen Aktivität von Stoffen oder Lösungen, die die Schwingungsebene linear polarisierten Lichtes zu drehen vermögen. Es wird die Drehung der Polarisationsebene linear polarisierten Lichtes beim Durchgang durch diese Substanzen oder Lösungen gemessen. Als charakteristische Messgröße für das Drehvermögen einer Probe dient die spezifische Drehung, die den Drehwinkel bei 10 cm Schichttiefe einer flüssigen Substanz oder einer Lösung, berechnet auf eine Konzentration von 1 g·1 ml−1, angibt. Die spezifische Drehung hängt außer von der Chiralität des Moleküls auch von folgenden Größen ab:
- Wellenlänge des polarisierten Lichtes
- Art und Reinheit des ggf. benutzten Lösungsmittels
- Konzentration der Lösung
- Messtemperatur (in °C).

Zusätzlich wird die Genauigkeit der Messung von folgenden Komponenten beeinflusst:
- Zuverlässigkeit und Genauigkeit des Polarimeters
- die Probenvorbereitung (Lösungsmittel, Temperatur, Homogenisierung)
- Reinheit der Probe
- Stabilität der Probe
- gleichbleibende Messbedingungen[3]

Bei der Angabe der spezifischen Drehung α, also des Drehwertes, müssen neben dem Vorzeichen („+“ oder „–“) stets die Messbedingungen angegeben werden, nur dann ist die Messgröße klar definiert.

## Anwendungen
Polarimetrie findet Anwendung in der Forschung, Industrie und der Qualitätssicherung und wird in der Chemie, Pharmazie, Lebensmittelindustrie, Biologie und Biochemie, Umweltwissenschaften sowie industriellen Prozesskontrollen eingesetzt.

### Pharmazie und Chemie
Die spezifische Drehung wird in der Pharmazie und Chemie oft zur Identifizierung und Reinheitskontrolle von chiralen Stoffen benutzt. Besondere Bedeutung besitzt die Angabe der spezifischen Drehung für Naturstoffe, wie beispielsweise Aminosäuren, Terpene und Zucker, da die Mehrzahl dieser Stoffe optisch aktiv ist. Für chirale Arzneistoffe sind in den Arzneibüchern Toleranzen für die spezifische Drehung und die Messbedingungen (u. a. Wellenlänge und Messtemperatur) angegeben. Beispiel für eine solche Toleranzforderung  an den Arzneistoff Penicillamin aus dem Europäischen Arzneibuch: „Die spezifische Drehung muss zwischen – 61,0 und – 65,0° liegen, berechnet auf die getrocknete Substanz.“
Teilweise wird die Polarimetrie in der Pharmazie auch zur Bestimmung der Haltbarkeit von chiralen Arzneistoffen eingesetzt.

### Zuckerindustrie
In der Zuckerindustrie wird die Polarimetrie häufig zur Konzentrationsbestimmung von wässrigen Zuckerlösungen benutzt, teilweise erfolgt die Messung kontinuierlich mit einem Durchflusspolarimeter. Das Polarimeter wird in der Zuckerindustrie bisweilen auch Saccharimeter genannt.
Bildgebende Verfahren sind beispielsweise das Polariskop oder das Polarisationsmikroskop (siehe Foto), die auch Anwendungen finden in der Spannungsoptik.